# Józef (Cortes y Olmos)
Józef, imię świeckie José Cortes y Olmos (ur. 5 sierpnia 1923 w Santa Teresa, zm. 28 stycznia 1983) – meksykański duchowny katolicki, następnie Meksykańskiego Apostolskiego Kościoła Narodowego, twórca Egzarchatu Meksyku w Kościele Prawosławnym w Ameryce.

## Życiorys
Urodził się w głęboko wierzącej rodzinie katolickiej. Po ukończeniu szkoły średniej i seminarium prowadzonych przez jezuitów, został skierowany na wyższe studia teologiczne w Barcelonie i Rzymie. Uzyskał doktorat z katolickiego prawa kanonicznego. Następnie udał się do Hawany, gdzie nauczał w kolegium jezuickim i służył w kilku parafiach. W 1950 wystąpił z Kościoła katolickiego i przeszedł do Meksykańskiego Apostolskiego Kościoła Narodowego, gdzie jedenaście lat później został wyświęcony na biskupa.
Pod wpływem własnych studiów teologicznych José Cortes y Olmos doszedł do wniosku, iż doktryna Kościoła Meksykańskiego (oparta na zasadach starokatolicyzmu) nie jest słuszna i w 1965 razem z grupą popierających go duchownych zgłosił się do proboszcza prawosławnej parafii św. Serafina z Sarowa w Dallas Dymitra (Roystera) z prośbą o przyjęcie go, razem z całą kierowaną przez niego strukturą pod nazwą Kościół Prawosławny Meksyku (pochodzącą z Kościoła Narodowego), w jurysdykcję Kościoła Prawosławnego w Ameryce. Po szerszym zapoznaniu się z sytuacją w Meksyku przez Kościół Amerykański prośba ta została zaakceptowana w 1971. Cortes y Olmos w momencie przyjmowania prawosławia zrezygnował z godności biskupiej, zachował jedynie święcenia kapłańskie, które otrzymał jeszcze jako katolik. Przed ponownym udzieleniem mu chirotonii biskupiej ukończył kurs w seminarium św. Włodzimierza w Crestwood. 22 kwietnia 1972 w soborze Opieki Matki Bożej w Nowym Jorku został wyświęcony na biskupa miasta Meksyk.
Zmarł w styczniu 1983 na raka.